# Westliche Klapperschlange
Die Westliche Klapperschlange (Crotalus viridis), auch Prärieklapperschlange, ist eine Art der Klapperschlangen (Crotalus) innerhalb der Vipern (Viperidae), die in den westlichen USA bis nach Kanada im Norden und Mexiko im Süden verbreitet ist. Bis vor ein paar Jahren wurde sie gemeinsam mit der Pazifik-Klapperschlange (Crotalus oreganus) als eine Art geführt.

## Merkmale

### Allgemeine Merkmale
Die Westliche Klapperschlange ist eine relativ große Art der Klapperschlangen mit einer Durchschnittslänge von etwa 1 Meter, die bisherige Maximallänge beträgt 1,51 Meter. Die Unterart C. v. nuntius bleibt im Regelfall etwas kleiner als die Nominatform.

### Schlangengift
Das Toxin der Westlichen Klapperschlange ist ein komplex aufgebautes Gemisch aus verschiedenen Proteinen (Eiweiße), darunter zu finden sind Enzyme wie Proteasen und Peptidasen. Neben hämotoxischer und gewebezerstörender Wirkung zeigt das Gift auch neurotoxische Eigenschaften. Für Bisse dieser Viper stehen spezifische Antivenine zur Verfügung.

## Verbreitung und Lebensraum

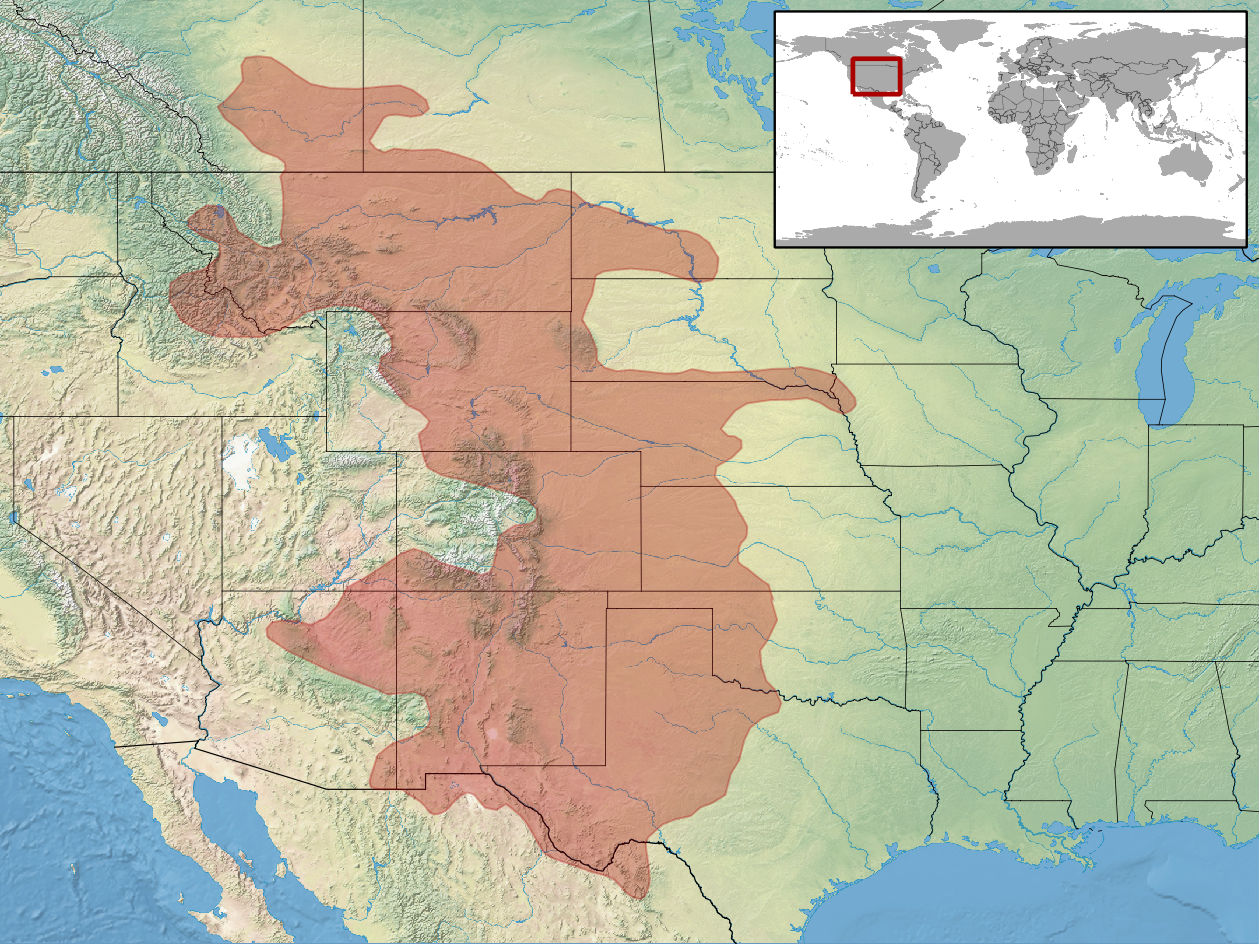
Verbreitungsgebiet

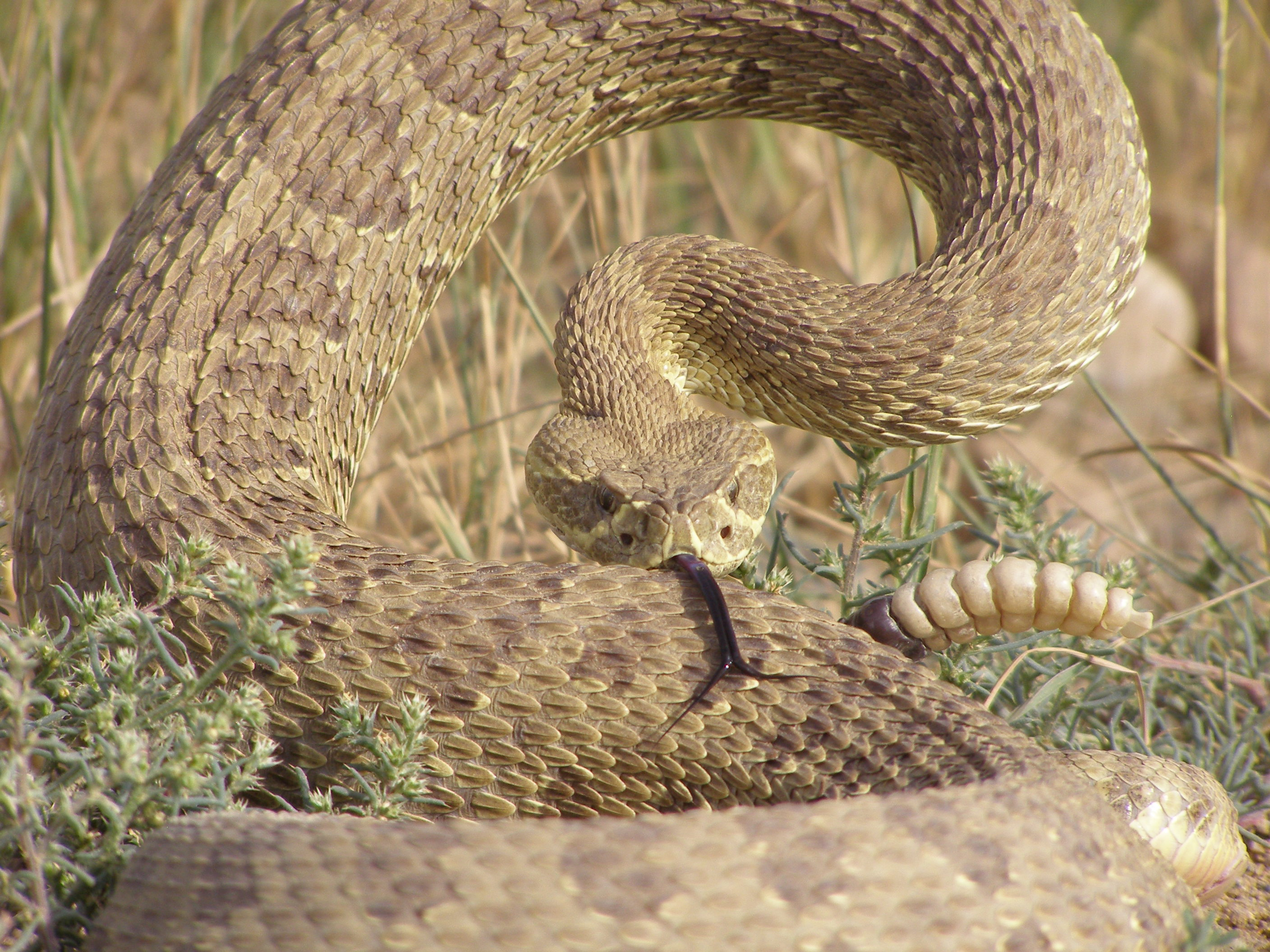
Prärieklapperschlange in Wyoming

Das Verbreitungsgebiet der Schlange umfasst in den Vereinigten Staaten von Amerika einen großen Bereich der Great Plains und reicht im Norden bis Kanada und im Süden bis Mexiko. In Kanada ist sie in den südlichen Gebieten von Saskatchewan und Alberta anzutreffen. In den USA umfasst das Verbreitungsgebiet Teile der Bundesstaaten Idaho, Montana, North Dakota, South Dakota, Wyoming, Nebraska, Colorado, Kansas, Oklahoma, Texas, New Mexico und den äußersten Süden Arizonas. In Mexiko findet sich die Schlange im nördlichen Coahuila und nordwestlichen Chihuahua.

## Systematik
Die taxonomische Diskussion um die Westliche Klapperschlange ist derzeit im Fluss, bis vor wenigen Jahren wurde sie gemeinsam mit der Pazifik-Klapperschlange (C. oreganus) als eine Art geführt. Auf der Grundlage von Untersuchungen auf molekularbiologischer Basis durch Ashton und de Queiroz 2001 sowie Pook et al. 2000 wurden die beiden Taxa als Arten getrennt, wobei ein Großteil der Unterarten der Pazifik-Klapperschlange zugeordnet wurde.
Bei der Westlichen Klapperschlange werden aktuell nur noch zwei Unterarten unterschieden:
- C. v. nuntius Klauber (Hopi-Klapperschlange) 1935 im Nordosten von Arizona
- C. v. viridis (Rafinesque 1818) im gesamten Verbreitungsgebiet